# Hypolestes trinitatis
Hypolestes trinitatis – gatunek ważki z rodziny Hypolestidae. Występuje na terenie Karaibów; prawdopodobnie jest endemitem Kuby, być może występuje też na wyspie Haiti.